# Dienstaltersmedaille der Militärluftfahrt

Bandspange für 20-jährige Tätigkeit

Bandspange für 15-jährige Tätigkeit

Bandspange für 10-jährige Tätigkeit

Die Dienstaltersmedaille der Militärluftfahrt (it. Medaglia militare aeronautica) war eine Dienstauszeichnung des Königreiches Italien, welche in drei Klassen
- in Gold für 20-jährige Dienstzeit (I. Klasse)
- in Silber für 15-jährige Dienstzeit und (II. Klasse)
- in Bronze für 10-jährige Dienstzeit (III. Klasse)

per Dekret von Viktor Emanuel III. gestiftet wurde. Sie wird auch heute noch in der gleichen Klasseneinteilung, jedoch mit anderem Layout verliehen.

## Aussehen (1936)
Die bronzene, versilberte oder vergoldete Medaille zeigt auf ihrem Avers das rechtsblickende Kopfporträt des Königs, umschlossen von der Umschrift VITTORIO EMANUELLE III PE D´ITALIA. Das Revers zeigt mittig einen geschlossenen Lorbeerzweig, an dem oben mittig die Königskrone zu sehen ist. Darunter ist der Adler der italienischen Luftwaffe abgebildet. Umschlossen wird der Lorbeerkranz von der Umschrift MEDAGLIA MILITARE AERONAUTICA und einem am unteren Medaillenrand mittig aufgeprägten fünfstrahligen Stern.

## Aussehen (heute)
Die bronzene, silberne oder vergoldete Medaille zeigt auf ihrem Avers heute einen geflügelten Kopf, der von fünf Adlerköpfen flankiert wird, die allesamt nach rechts gerichtet sind. Über dem obersten Adlerkopf ist ein fünfzackiger Stern abgebildet. Darunter ist halbkreisförmig die Umschrift LVNGA NAVIGAZIONE AEREA (... Luftfahrt) zu lesen. Das Revers zeigt den Adler der italienischen Luftwaffe mit einem Lorbeerzweig in seinen Fängen und darüber einen strahlenden fünfzackigen Stern. Unter dem Adler ist die waagerechte Inschrift REPVBBLICA ITALIANA (Republik Italien) zu lesen.

## Trageweise
Getragen wurde und wird die Medaille als Bandorden an der linken oberen Brustseite des Beliehenen an einem hellblauen Bande. Die Bandspange zeigt zusätzlich den aufgelegten Adler der italienischen Luftwaffe, welcher entsprechend der verliehenen Klasse bronzen, silbern oder golden gehalten ist.